# Alouette River
Der Alouette River ist ein Fluss in der kanadischen Provinz British Columbia.
Der Alouette River war bis 1914 als Lillooet River bekannt. Um Verwechslungen mit dem gleichnamigen viel größeren Fluss Lillooet River zu vermeiden, wurde der Flussname geändert. Der Name "Alouette" (französisch für Lerche) wurde ausgewählt, da der Name ähnlich klingt, wie der frühere Flussname.

## Flusslauf
Der Alouette River (alternativ bis zur Einmündung des North Alouette River auch South Alouette River) entspringt an den Hängen des Mount Robie Reid in den Golden Ears Ranges, die zu den Pacific Ranges zählen, und mündet in den Alouette Lake. Dieser wurde durch Errichtung des Alouette Dam vergrößert. Ein Teil des Wassers wird über einen Druckstollen zu einem Wasserkraftwerk am nahe gelegenen Stave Lake umgeleitet. Nachdem der Alouette River den See verlassen hat, fließt er in westlicher Richtung bis zur Einmündung mit dem North Alouette River. Von dort fließt der Alouette River weiter in westlicher Richtung, bis er bei Pitt Meadows in den Pitt River mündet, kurz vor dessen Mündung in den Fraser River östlich von Vancouver.
Der Alouette River hat den Status eines British Columbia Heritage River.
Der North Alouette River fließt vom Mount Blanshard nach Süden bis zum Zusammenfluss mit dem (South) Alouette River. Auf halber Strecke überwindet der Fluss mehrere kleinere Stromschnellen und Wasserfälle.